# Denisse Franco
Denisse Iridiane Franco Piña (Culiacán, Sinaloa, México; 3 de marzo de 1998) es una modelo, celebridad de internet y ex-reina de belleza mexicana, ganadora del concurso Nuestra Belleza México 2017. Representó a México en Miss Universo 2017.

## Biografía
Denisse Franco nació el 3 de marzo de 1998 en la ciudad de Culiacán, Sinaloa, México. Actualmente estudia la Licenciatura en Mercadotecnia.

## Concursos de belleza

### Nuestra belleza México 2017
El 11 de marzo de 2017 en los estudios de Televisa, Denisse fue coronada como Nuestra Belleza México 2017, logrando vencer a 30 candidatas de todo el país. Fue la última en ser coronada como Nuestra Belleza México.

### Miss Universo 2017
Franco representó a México en el concurso de Miss Universo 2017 en Las Vegas el 26 de noviembre de 2017 en donde no logró clasificar al Top 16 a pesar de una de las máximas favoritas por America.